# De Swaen (restaurant)
De Swaen was een restaurant in Oisterwijk in Nederland. Het had een Michelinster in de periodes 1981-1983, 1991-1998 en 2002-2003. In de periode 1984-1991 bezat het restaurant twee sterren.

## Overzicht
Midden jaren zeventig kocht Henk aan de Stegge, oprichter en eigenaar van Meubelfabriek Oisterwijk, een versleten dorpshotelletje in Oisterwijk. Na een grote renovatie van het gebouw werd in 1978 hotel-restaurant De Swaen geopend. Eigenaar Aan de Stegge besloot de leiding in handen te geven van John van der Dun en zijn chef-kok Cas Spijkers. Kort daarna werd de staf versterkt met kok Piet Rutten. In 1980 vertrok Van der Dun en werd Piet Rutten gepromoveerd tot directeur en maître d'hôtel terwijl Spijkers de leiding van de keuken behield.
Nadat Spijkers teruggetreden was als chef-kok, nam Nico Boreas deze rol op zich. Hij was niet in staat de ster te behouden. In 2001 nam Alan Pearson de rol van chef-kok over en slaagde erin de ster terug te winnen. Het was evenwel niet voldoende om het restaurant te redden, dat sloot in 2005. In 2006 werd De Swaen heropend als Brasserie De Swaen.

## Sterrenverloop
- 1981-1983: 1 ster (Cas Spijkers)[8]
- 1984-1991: 2 sterren (Cas Spijkers)[8][9][10]
- 1992-1998: 1 ster (Cas Spijkers)[10][11]
- 1999-2001: geen ster (Nico Boreas)[11][12]
- 2002-2003: 1 ster (Alan Pearson)[12]